# Katalonien runt
Katalonien runt (katalanska: Volta a Catalunya eller Volta Ciclista a Catalunya), är en 7-dagars cykeltävling i Katalonien, Spanien. Den arrangeras årligen – numera i mars – och har sedan startåret 1911 fram till 2024 samlat ihop 103 upplagor. Den är den näst största spanska cykeltävlingen, efter Vuelta a España, samt det tredje äldsta av de återkommande etapploppen för professionella cyklister.

## Beskrivning
Katalonien runt är en av de äldsta cykeltävlingarna och hölls för första gången 1911. Bland etapploppen är bara Tour de France (1903), Belgien runt (1908) och Giro d'Italia (1909) äldre. Bland loppen på Iberiska halvön är endast ungdoms-/amatörtävlingen Volta a Tarragona (1908) äldre.
Ledartröjan i tävlingen är vit-och-grön-randig. Tävlingen håller på i en vecka (sju etapper) och körs runt på de katalanska vägarna. Man besöker ofta Pyreneerna och avslutar ofta veckan i Barcelona.
Katalonien runt har tidigare pågått samtidigt som Giro d'Italia. Andra år har den arrangerats direkt efter Giro d'Italia, och tävlingen var då en viktig del av förberedelserna inför Tour de France. År 2010 flyttades loppet från maj till slutet av mars (en ledig plats uppstod här i kalendern när Kataloniens andra stora etapplopp, Setmana Catalana de Ciclisme, lades ner), vilket fått till följd att de höga klättringarna som karaktäriserade tävlingen utgått (snöhinder). Å andra sidan gör den bättre placeringen i kalendern att loppet attraherar fler bra deltagare - som i maj antingen deltar i Girot eller ligger i förberedelser inför Tour de France (och därför inte är i bästa form).

## Historik

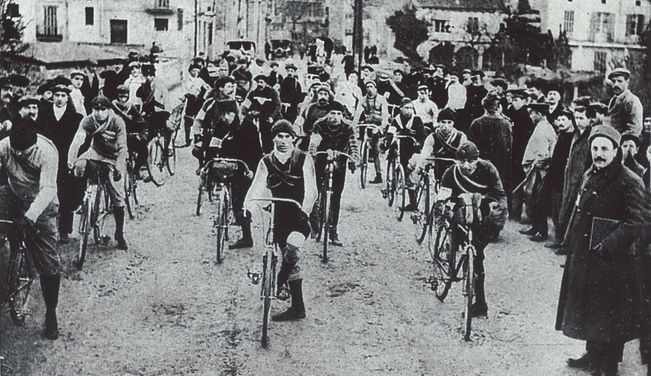
Första upplagan av tävlingen. Starten gick i Barcelona den 6 januari 1911.

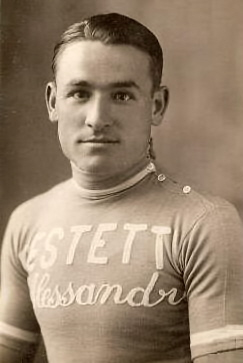
Meste vinnaren genom tiderna, Mariano Canardo, som vann tävlingen sju gånger på 1920-30-talen.

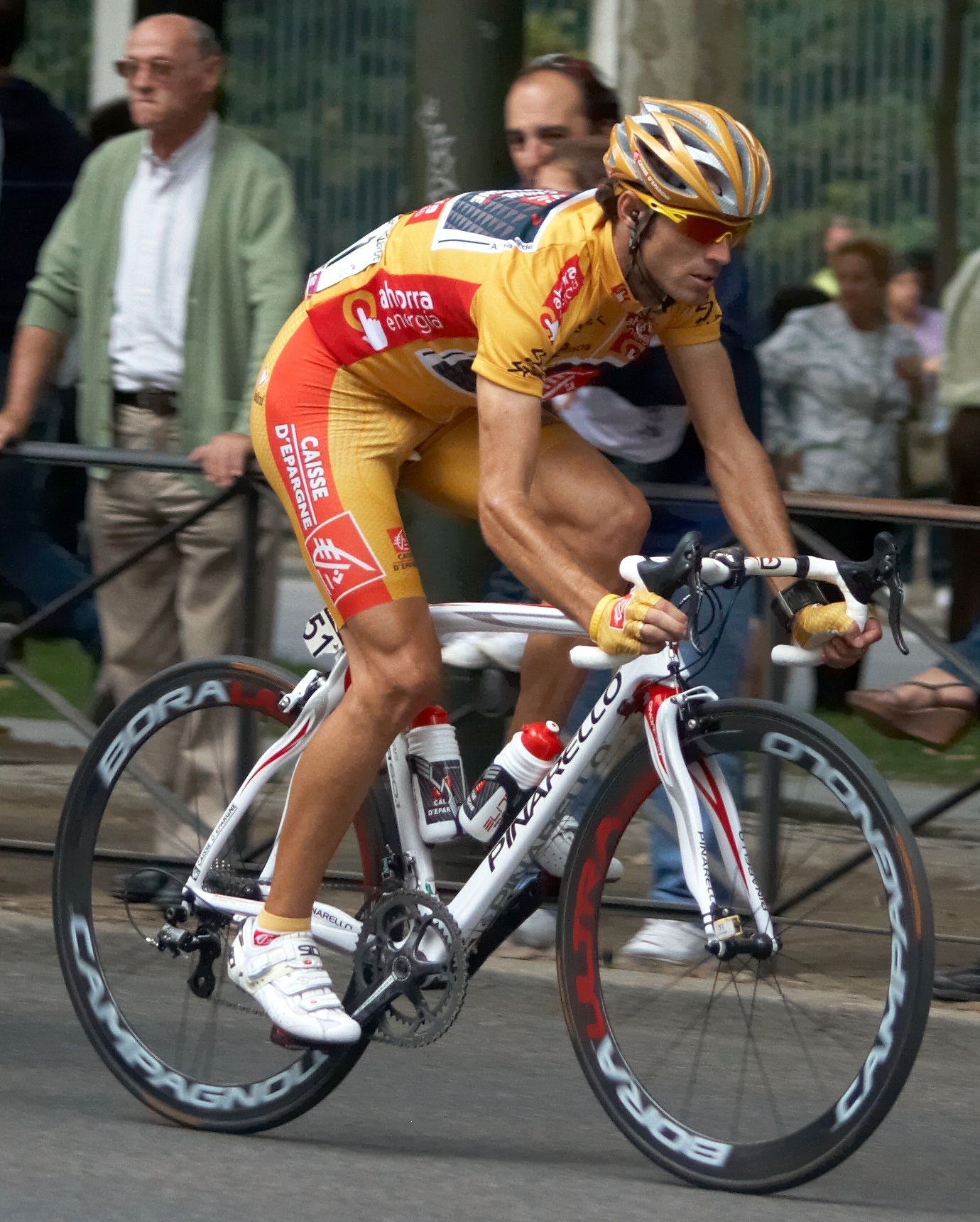
Meste vinnaren i modern tid, Alejandro Valverde, vann tävlingen tre gånger mellan 2009 och 2018.

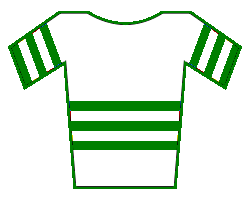
Ledartröjan i Katalonien är vit-och-grön-randig.

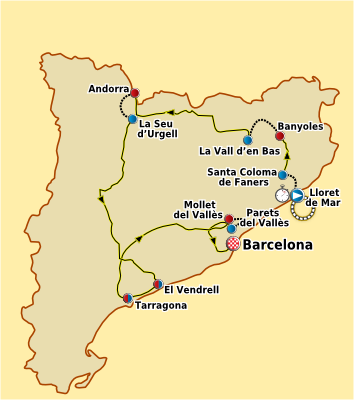
Numera har tävlingen sju etapper, som här vid 2011 års upplaga.

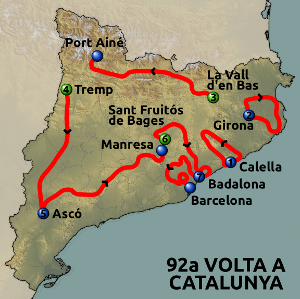
2012 års upplaga av Katalonien runt.

### Första upplagan
Den första tävlingsupplagan arrangerades 1911, av Club Deportivo Barcelona.
Spanjoren Sebastià Masdeu vann tävlingen, som endast hade tre etapper.
- Etapp 1: Barcelona–Tarragona (97 km)
- Etapp 2: Tarragona–Lleida (111 km)
- Etapp 3:  Segrià–Barcelona (157 km)

Man passerade bland annat inte den stora staden Girona i norr, på grund av dåtidens dåliga vägstandard. 34 cyklister ställde upp på startlinjen vid den första etappen och endast 22 av dem kom i mål tre dagar senare. Snitthastigheten var på den tiden imponerande 23 km/h.

### Senare år
Efter första världskrigets utbrott låg tävlingen nere åren 1914–1919. 1920 återupptog man tävlandet, men först 1923 blev man en årligt återkommande tävling igen. Åren 1937 och 1938 förhindrade spanska inbördeskriget tävlingsarrangemanget, som dock återupptogs 1939. Sedan dess har Katalonien runt arrangerats alla år, inklusive under andra världskriget, fram tills 2020 då covid-19-pandemin satte stopp för tävlingen.

## Rekord
Spanjoren Mariano Cañardo vann tävlingen sju gånger under sin karriär (1928, 1929, 1930, 1932, 1935, 1936, 1939). Meste etappvinnaren är Miquel Poblet som åren 1947–1960 vann sammanlagt 33 etapper.

## Vinnare av Katalonien runt
| År                       | Segrare                                | Tvåa                                   | Trea                                   |
| ------------------------ | -------------------------------------- | -------------------------------------- | -------------------------------------- |
| 1911                     | Sebastià Masdeu                        | Josep Magdalena                        | Vicente Blanco                         |
| 1912                     | Josep Magdalena                        | Joan Martí                             | Antoni Crespo                          |
| 1913                     | Joan Martí                             | Antoni Crespo                          | Guillermo Antón                        |
| 1914-1919: Ingen tävling |                                        |                                        |                                        |
| 1920                     | José Pelletier                         | José Nat                               | Jaume Janer                            |
| 1921-1922: Ingen tävling |                                        |                                        |                                        |
| 1923                     | Maurice Ville                          | José Pelletier                         | José Nat                               |
| 1924                     | Miquel Mucio                           | Teodor Monteys                         | Victorino Otero                        |
| 1925                     | Miquel Mucio                           | Jaume Janer                            | Teodor Monteys                         |
| 1926                     | Victor Fontan                          | Miquel Mucio                           | Marià Cañardo                          |
| 1927                     | Victor Fontan                          | Marià Cañardo                          | Georges Cuvelier                       |
| 1928                     | Marià Cañardo                          | Miquel Mucio                           | Juli Borràs                            |
| 1929                     | Marià Cañardo                          | Jean Aerts                             | Arturo Bresciani                       |
| 1930                     | Marià Cañardo                          | Marcel Maurel                          | Ricardo Montero Hernández              |
| 1931                     | Salvador Cardona                       | Marià Cañardo                          | Aleardo Simoni                         |
| 1932                     | Marià Cañardo                          | Domenico Piemontesi                    | Isidre Figueras                        |
| 1933                     | Alfredo Bovet                          | Ambrogio Morelli                       | Antoine Dignef                         |
| 1934                     | Bernardo Rogora                        | Alfons Deloor                          | Nino Sella                             |
| 1935                     | Marià Cañardo                          | Federico Ezquerra                      | Jos Huts                               |
| 1936                     | Marià Cañardo                          | Frans Bonduel                          | Joan Gimeno                            |
| 1937-1938: Ingen tävling |                                        |                                        |                                        |
| 1939                     | Marià Cañardo                          | Diego Cháfer                           | Fermín Trueba                          |
| 1940                     | Christophe Didier                      | Mathias Clemens                        | Marià Cañardo                          |
| 1941                     | Antonio Andrés Sancho                  | Andreu Canals Perelló                  | Josep Campamà Roca                     |
| 1942                     | Federico Ezquerra                      | Julián Berrendero                      | Diego Cháfer                           |
| 1943                     | Julián Berrendero                      | Vicente Miró                           | Antonio Destrieux                      |
| 1944                     | Miquel Casas                           | Dalmacio Langarica                     | Vicente Miró                           |
| 1945                     | Bernardo Ruiz                          | Joan Gimeno                            | Robert Zimmermann                      |
| 1946                     | Julián Berrendero                      | Gottfried Weilenmann                   | Bernat Capó                            |
| 1947                     | Emilio Rodríguez                       | Miquel Gual                            | Georges Aeschlimann                    |
| 1948                     | Emilio Rodríguez                       | Giulio Bresci                          | Ezio Cecchi                            |
| 1949                     | Emile Rol                              | Miquel Poblet                          | Robert Desbats                         |
| 1950                     | Antoni Gelabert                        | Josep Serra                            | Francesc Masip Llop                    |
| 1951                     | Primo Volpi                            | Francesc Masip Llop                    | Manolo Rodríguez Barros                |
| 1952                     | Miquel Poblet                          | Adolfo Grosso                          | Josep Serra                            |
| 1953                     | Salvador Botella                       | Francesc Masip Llop                    | Josep Serra                            |
| 1954                     | Walter Serena                          | Albert Sant Alenta                     | Miquel Poblet                          |
| 1955                     | José Gómez del Moral                   | Gabriel Company Bauzà                  | Emilio Rodríguez Barros                |
| 1956                     | Anicet Utset                           | Vicent Iturat                          | Francesc Masip Llop                    |
| 1957                     | Jesús Loroño                           | Salvador Botella                       | René Marigil                           |
| 1958                     | Richard van Genechten                  | Gabriel Mas Arbona                     | Anicet Utset                           |
| 1959                     | Salvador Botella                       | Fernando Manzaneque                    | José Herrero Berrendero                |
| 1960                     | Miquel Poblet                          | José Pérez Francés                     | Emilio Cruz Díaz                       |
| 1961                     | Henri Duez                             | Juan Jorge Nicolau Mòria               | Juan Manuel Menéndez                   |
| 1962                     | Antoni Karmany                         | Manuel Martín Piñera                   | Ginés García Perán                     |
| 1963                     | Joseph Novales                         | Angelino Soler                         | Antonio Suárez Vásquez                 |
| 1964                     | Joseph Carrara                         | Giovanni Fabbri                        | José María Errandonea                  |
| 1965                     | Antonio Gómez del Moral                | Carlos Echevarría Zudaire              | Roberto Poggiali                       |
| 1966                     | Arie den Hartog                        | Jacques Anquetil                       | Paul Gutty                             |
| 1967                     | Jacques Anquetil                       | Antonio Gómez del Moral                | Robert Hagmann                         |
| 1968                     | Eddy Merckx                            | Felice Gimondi                         | Giancarlo Ferretti                     |
| 1969                     | Mariano Díaz                           | Franco Bitossi                         | Jesús Manzaneque                       |
| 1970                     | Franco Bitossi                         | Francisco Galdós                       | Bernard Labourdette                    |
| 1971                     | Luis Ocaña                             | Bernard Labourdette                    | Domingo Perurena                       |
| 1972                     | Felice Gimondi                         | José Antonio González Linares          | Antonio Martos Aguilar                 |
| 1973                     | Domingo Perurena                       | Jesús Manzaneque                       | Antonio Martos Aguilar                 |
| 1974                     | Bernard Thévenet                       | Andrés Oliva Sánchez                   | Domingo Perurena                       |
| 1975                     | Fausto Bertoglio                       | Michel Laurent                         | Jose Martins Freitas                   |
| 1976                     | Enrique Martínez Heredia               | Ronald de Witte                        | Agustín Tamames Iglesias               |
| 1977                     | Freddy Maertens                        | Johan De Muynck                        | Joop Zoetemelk                         |
| 1978                     | Francesco Moser                        | Francisco Galdós                       | Pedro Torres Cruces                    |
| 1979                     | Vicent Belda                           | Pere Vilardebó Vila                    | Christian Jourdan                      |
| 1980                     | Marino Lejarreta                       | Johan van der Velde                    | Vicent Belda                           |
| 1981                     | Faustino Rupérez                       | Serge Demierre                         | Marino Lejarreta                       |
| 1982                     | Alberto Fernandez                      | Pere Muñoz Rodríguez                   | Julián Gorospe                         |
| 1983                     | Josep Recio                            | Faustino Rupérez Rincón                | Julius Thalmann                        |
| 1984                     | Sean Kelly                             | Pere Muñoz Rodríguez                   | Ángel Arroyo                           |
| 1985                     | Robert Millar                          | Sean Kelly                             | Julián Gorospe                         |
| 1986                     | Sean Kelly                             | Álvaro Pino                            | Charly Mottet                          |
| 1987                     | Álvaro Pino                            | Ángel Arroyo                           | Iñaki Gastón                           |
| 1988                     | Miguel Induráin                        | Laudelino Cubino                       | Marino Lejarreta                       |
| 1989                     | Marino Lejarreta                       | Pedro Delgado                          | Álvaro Pino                            |
| 1990                     | Laudelino Cubino                       | Marino Lejarreta                       | Pedro Delgado                          |
| 1991                     | Miguel Induráin                        | Pedro Delgado                          | Alex Zülle                             |
| 1992                     | Miguel Induráin                        | Tony Rominger                          | Antonio Martín Velasco                 |
| 1993                     | Álvaro Mejía                           | Maurizio Fondriest                     | Antonio Martín Velasco                 |
| 1994                     | Claudio Chiappucci                     | Fernando Escartín                      | Pedro Delgado                          |
| 1995                     | Laurent Jalabert                       | Melcior Mauri                          | Jesús Montoya Alarcón                  |
| 1996                     | Alex Zülle                             | Patrick Jonker                         | Marco Fincato                          |
| 1997                     | Fernando Escartín                      | Ángel Luis Casero                      | Mikel Zarrabeitia                      |
| 1998                     | Hernán Buenahora                       | Georg Totschnig                        | Fernando Escartín                      |
| 1999                     | Manuel Beltrán                         | Roberto Heras                          | José María Jiménez                     |
| 2000                     | José María Jiménez                     | Óscar Sevilla                          | Leonardo Piepoli                       |
| 2001                     | Joseba Beloki                          | Igor González de Galdeano              | Fernando Escartín                      |
| 2002                     | Roberto Heras                          | Aitor Garmendia                        | Luis Pérez Rodríguez                   |
| 2003                     | José Antonio Pecharromán               | Roberto Heras                          | Koldo Gil Pérez                        |
| 2004                     | Miguel Ángel Martín Perdiguero         | Vladimir Karpets                       | Roberto Laiseka Jaio                   |
| 2005                     | Jaroslav Popovytj                      | Leonardo Piepoli                       | David Moncoutié                        |
| 2006                     | David Cañada                           | Santiago Botero                        | Christophe Moreau                      |
| 2007                     | Vladimir Karpets                       | Michael Rogers                         | Denis Mensjov                          |
| 2008                     | Gustavo César Veloso                   | Rigoberto Urán                         | Remi Pauriol                           |
| 2009                     | Alejandro Valverde                     | Daniel Martin                          | Haimar Zubeldia                        |
| 2010                     | Joaquim Rodríguez                      | Xavier Tondo                           | Rein Taaramäe                          |
| 2011                     | Alberto Contador                       | Michele Scarponi                       | Dan Martin                             |
| 2012                     | Michael Albasini                       | Samuel Sánchez                         | Jurgen van den Broeck                  |
| 2013                     | Dan Martin                             | Joaquim Rodríguez                      | Michele Scarponi                       |
| 2014                     | Joaquim Rodríguez                      | Alberto Contador                       | Tejay van Garderen                     |
| 2015                     | Richie Porte                           | Alejandro Valverde                     | Domenico Pozzovivo                     |
| 2016                     | Nairo Quintana                         | Alberto Contador                       | Dan Martin                             |
| 2017                     | Alejandro Valverde                     | Alberto Contador                       | Marc Soler                             |
| 2018                     | Alejandro Valverde                     | Nairo Quintana                         | Pierre Latour                          |
| 2019                     | Miguel Ángel López                     | Adam Yates                             | Egan Bernal                            |
| 2020                     | Inställd på grund av covid-19-pandemin | Inställd på grund av covid-19-pandemin | Inställd på grund av covid-19-pandemin |
| 2021                     | Adam Yates                             | Richie Porte                           | Geraint Thomas                         |
| 2022                     | Sergio Higuita                         | Richard Carapaz                        | João Almeida                           |
| 2023                     | Primož Roglič                          | Remco Evenepoel                        | João Almeida                           |
| 2024                     | Tadej Pogačar                          | Mikel Landa                            | Egan Bernal                            |
| 2025                     | Primož Roglič                          | Juan Ayuso                             | Enric Mas                              |

### Fotnoter
1. ↑  Alberto Contador vann tävlingen men blev senare diskvalificerad.[6][7][8]